# Корбу Ноу (Браила)
Корбу Ноу (рум. Corbu Nou) насеље је у Румунији у округу Браила у општини Максинени. Oпштина се налази на надморској висини од 14 m.

## Становништво
Према подацима из 2002. године у насељу је живело 1011 становника, од којих су сви румунске националности.